# 崁津大橋
崁津大橋位於台灣桃園市大溪區內，橫跨大漢溪兩岸，總長776公尺。主橋長270公尺，寬25公尺；兩端引橋各為305公尺、201公尺，寬21公尺。為台灣首座三跨連續繫索鋼拱橋，雙向各設置二線車道及人行道。台4線亦沿著崁津大橋兩端延伸。
大溪區位於北台灣多處重要觀光遊憩區（如北部橫貫公路、慈湖、石門水庫）門戶，為台3線、台4線、台7線之交會點。在崁津大橋完工以前，原通往鎮內之主要橋樑武嶺橋每逢假日車輛壅塞，造成大溪鎮當地居民及遊客飽受塞車之苦，因此公路總局採納地方人士建議，闢建台4線大溪外環道及崁津大橋連絡大漢溪北岸，以紓解前往北橫、石門水庫之過境車流，以提高該地觀光品質。崁津大橋東端緊鄰國定三級古蹟蓮座山觀音寺，每年農曆春節假期間香火鼎盛，為了使交通動線更佳化，東行向在橋上放置三角錐採分流措施，往蓮座山觀音寺參拜民眾車輛，須走外側車道，其他車輛則走內側車道。
崁津大橋由榮民工程公司承包，2000年4月開工，2002年8月17日完工，並於該年10月19日正式開放通車。
曾經在2005年發生一起國中生圍毆虐殺事件。

## 相片

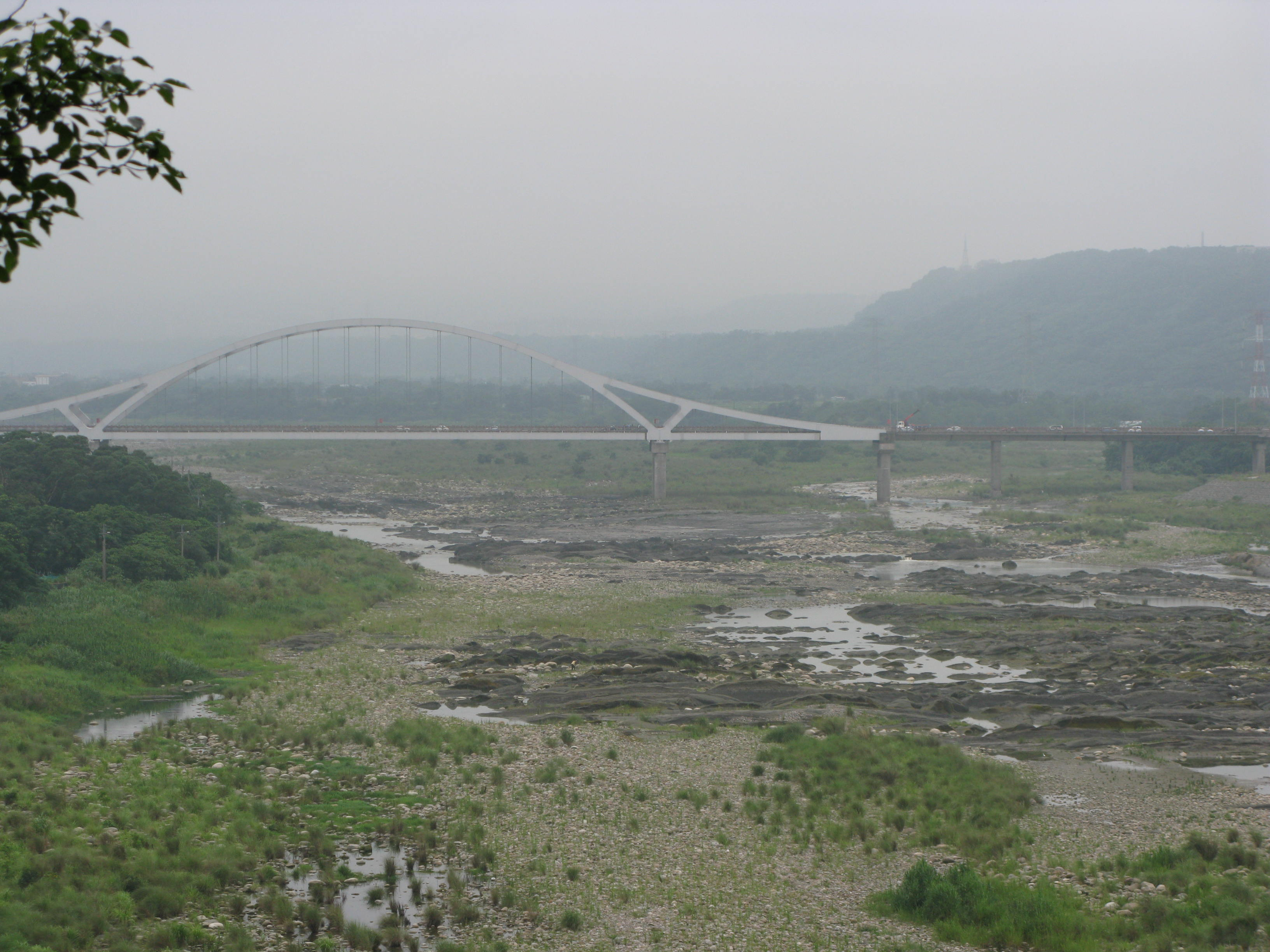
大漢溪與崁津大橋